# Natalija Mesjjaninova
Natalija Mesjjaninova (russisk: Ната́лия Ви́кторовна Мещани́нова) (født 17. februar 1982 i Krasnodar i Sovjetunionen) er en russisk filminstruktør og manuskriptforfatter.

## Filmografi
- Serdtse mira (Сердце мира, 2018)[3][4]